# Alastair Mars
Pour les articles homonymes, voir Mars.
Alastair Campbell Gillespie Mars (né le 1er janvier 1915 à Saint-Jean de Terre-Neuve, mort le 12 mars 1985 à Ipswich) est un officier britannique de la Royal Navy.

## Biographie
Mars rejoint la Royal Navy en tant que cadet en 1932 et est affecté au croiseur HMS Norfolk. Promu midshipman en 1933, il est ensuite promu sub-lieutenant par intérim en janvier 1936. En décembre, il est affecté au sous-marin HMS Grampus qui est alors en construction, et en avril 1937 au HMS Swordfish. Il est promu lieutenant lors de son affectation au HMS Medway, le base de sous-marins de la China Station. En avril 1938, il est nommé au HMS Regulus.
Après une courte période sur le HMS H44, Mars est nommé en novembre 1941 commandant du HMS Unbroken, dans lequel il sert jusqu'en juin 1943 pour des opérations en Méditerranée. D'août 1943 à décembre 1943, il est officier d'état-major à la base sous-marine du HMS Dolphin à Portsmouth. En décembre, il est placé au commandement du HMS Thule en Extrême-Orient, où il reste jusqu'en novembre 1945.
Après la Seconde Guerre mondiale, Mars est affecté en 1946 au HMS Dolphin, mais doit prendre un poste en Nouvelle-Zélande, où le salaire de Mars de 39 $ par semaine en tant que lieutenant-commandant s'avère insuffisant pour subvenir à ses besoins, à ceux de sa femme et de ses deux enfants. La Royal Navy laisse quatre ans à discuter d'une allocation de subsistance supplémentaire avant qu'elle ne soit versée. Avec une femme malade, il est ensuite affecté à Hong Kong où il ne peut pas se permettre même de louer une chambre d'hôtel. Devenu lui-même malade et lourdement endetté, il revient au Royaume-Uni et est hospitalisé. À sa sortie, il demande l'autorisation d'essayer de remettre ses finances en ordre, mais cela lui est refusé. On lui ordonne de se présenter à Portsmouth, mais il écrit de son domicile à Londres son refus et demande sa retraite.
Mars entre en politique en tant que candidat parlementaire au Parti libéral lors des élections générales britanniques de 1950. Il se présente dans la circonscription de Windsor et finit troisième.
Mars est arrêté et traduit en cour martiale pour insubordination et absence sans autorisation, ce qui entraîne son limogeage de la Royal Navy en juin 1952. La controverse sur son licenciement fait l'objet d'une question parlementaire le mois suivant, lorsque le futur Premier ministre James Callaghan demande au First Lord of the Admiralty James Thomas si Mars recevrait sa pension.
Après son licenciement, Mars devient un auteur à succès, publiant plusieurs ouvrages et romans autobiographiques.